# Сідаде-Веля
Сіда́де-Ве́ля, Сідаді-Велья (в минулому Рібейра-Гранде) — місто в Кабо-Верде, на острові Сантьягу. Найстаріше місто архіпелагу. Засноване португальцями в 1462 році. Населення міста становить 4,6 тис. осіб (2010 рік), 1990 року населення становило 2,1 тис. осіб.